# Guido Cora
Guido Cora, född 1851 i Turin, död 1917, var en italiensk geograf.
Cora blev 1882 e.o. professor i geografi vid Turins universitet. Han uppsatte 1873 den geografiska tidskriften "Cosmos", och företog 1874 och 1876 vetenskapliga resor i Epirus och Nordafrika. Utöver nedanstående verk författade han en mängd avhandlingar i sin tidskrift och flera mindre skrifter. Från 1884 var han utgivare av "Annuario geografico".

## Verk i urval
- Ricerche storiche ed archeologiche sul sito d'Auaris e sulla topografia della parte settentrionale dell'antico istmo di Suez (i "Bolletino della Società geografica italiana", 1870)
- Spedizione italiana alla Nuova Guinea (1872)
- Cenni generali intorno ad un viaggio nella Bassa Albania (Epiro) ed a Tripoli di Barberia (1875)
- Carta speciale della reggenza di Tunisi (med "Note cartografiche", 1881)
- Il Sahara. Appunti e considerazione de geografia (1882)

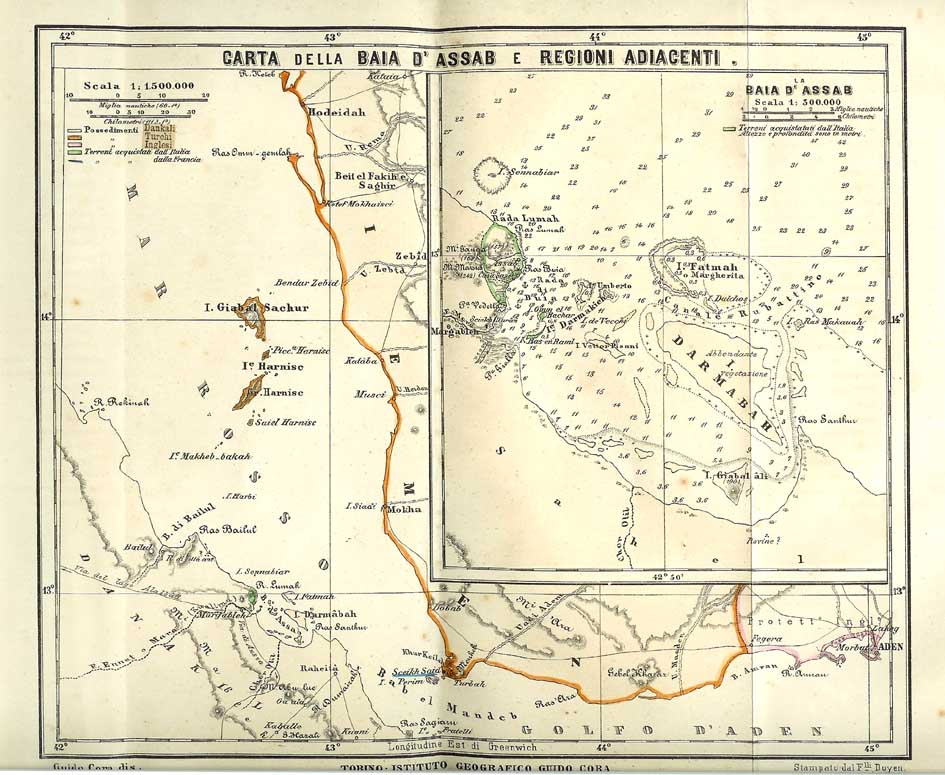
Assab
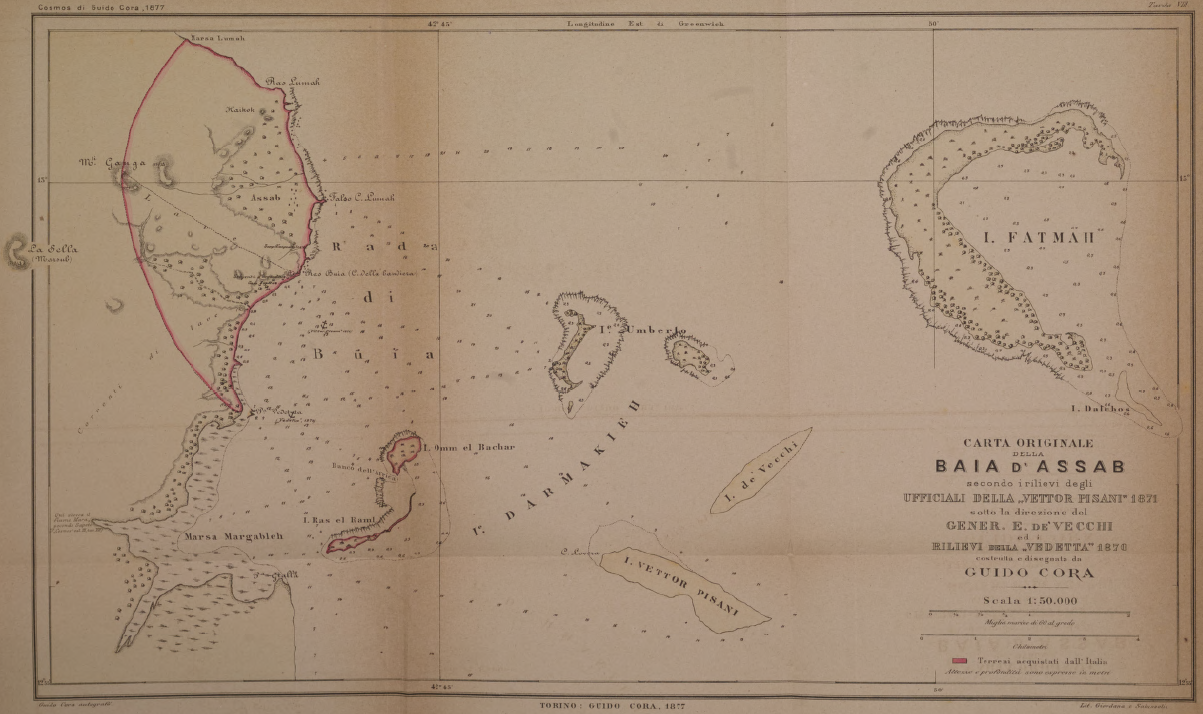
Assab